# Operation Magic Carpet (Zweiter Weltkrieg)

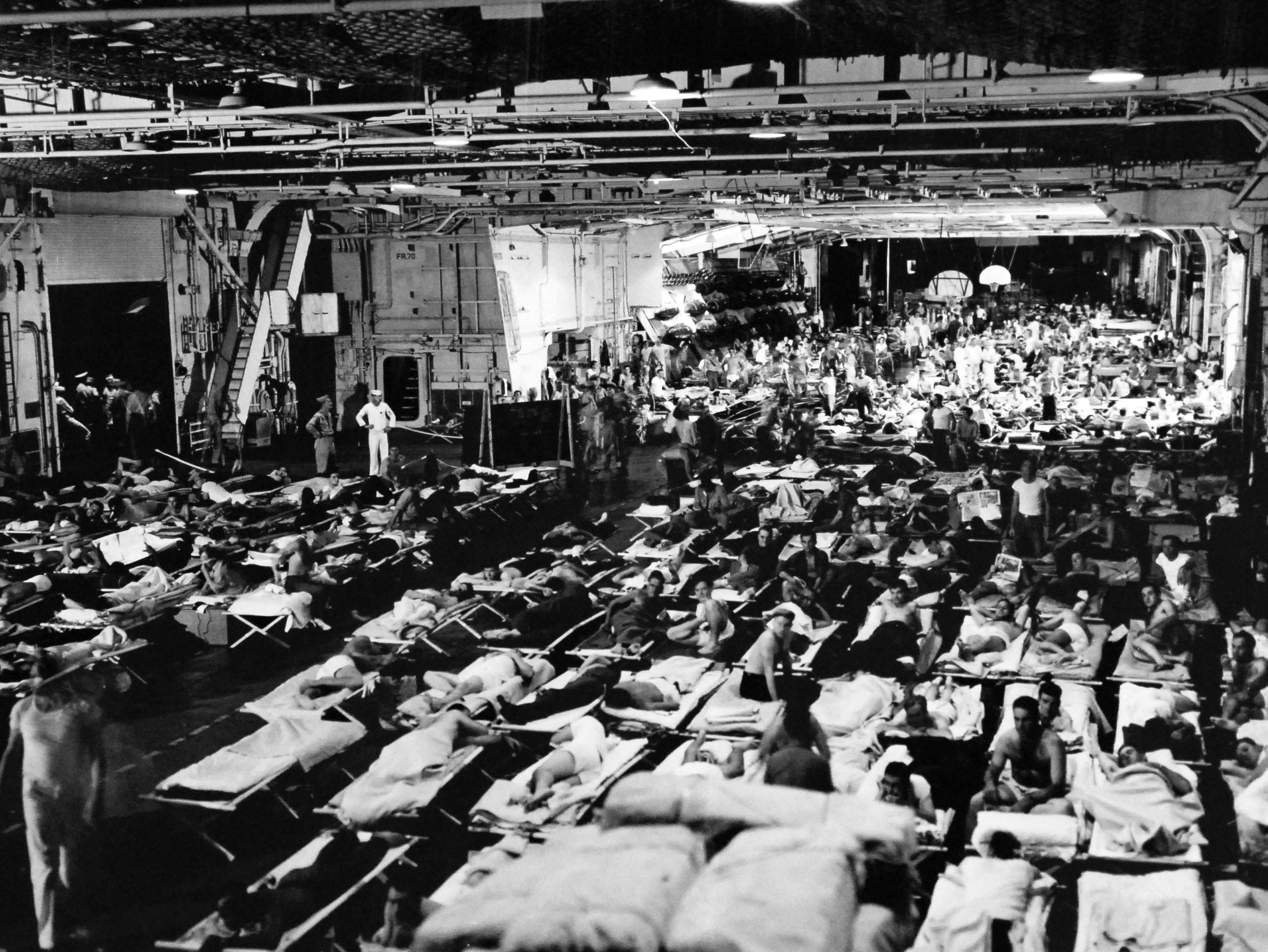
Rückführung von GIs auf der USS Enterprise während der Operation Magic Carpet

Die Operation Magic Carpet (deutsch etwa Operation Fliegender Teppich) war die Heimholung der US-amerikanischen Truppen aus Europa und dem Pazifikgebiet nach Ende des Zweiten Weltkriegs. Es war die bisher größte militärische Truppen-Rückholaktion der Geschichte.

## Europa
Da bei Kriegsende in Europa die US Navy noch im Pazifikkrieg gebunden war, wurde die Rückholaktion zunächst von der US Army und der United States Merchant Marine organisiert. Die zuständige War Shipping Administration ordnete dazu den Umbau von 300 Liberty- und Victory-Handelsschiffen zu Truppentransportern an. Die ersten Schiffe verließen Europa im Juni 1945. Im Schnitt wurden in den nächsten 14 Monaten 435.000 Soldaten pro Monat verschifft. Nach dem Kriegsende im Pazifik wurden ab Mitte Oktober auch Kriegsschiffe zum Transport eingesetzt. Hospitalschiffe brachten mehr als eine halbe Million Verwundete in die Heimat zurück. Gleichzeitig wurden die Transporter für die Rückführung von deutschen und italienischen Kriegsgefangenen genutzt. Ende Februar 1946 war die Operation in Europa im Wesentlichen abgeschlossen.

## Pazifik
Im Pazifik begann die Operation nach Beendigung des Pazifikkriegs am Ende des Zweiten Weltkriegs am 6. September 1945 und war erst im September 1946 beendet. Die Operation wurde von der War Shipping Administration (WSA) der USA ausgeführt, um alle im Pazifikraum nicht mehr benötigten landgestützten Militäreinheiten zurück in das amerikanische Heimatland zu bringen. Am 9. September 1945 erfolgte deswegen die Aufstellung der sogenannten Task Force (TF) 16.12 (Konteradmiral Henry S. Kendall) mit zunächst acht Geleitträgern. Bis Dezember vergrößerte sich dieser Verband auf insgesamt 369 Kriegsschiffe, darunter 6 Schlachtschiffe, 18 Kreuzer, 11 Flottenträger, 46 Geleitträger sowie 12 Lazarettschiffe. In einigen Fällen führten diese Schiffe mehrere Fahrten durch.
Da für die geplante Invasion der japanischen Hauptinseln, der Operation Downfall, im Westpazifik sehr viele amerikanische Schiffe auf Abruf lagen, konnten diese nach der japanischen Kapitulation zum Transport der Truppen genutzt werden. Ziel der Operation war es, so viele Soldaten wie möglich aus dem pazifischen Raum bis Weihnachten nach Hause zu bringen. Der erste Transport startete am 6. September aus der Bucht von Tokio und nahm auf Okinawa Passagiere auf. Im September brachte die US-amerikanische Marine bereits 8.241 Soldaten nach Hause.
Der Transport erfolgte häufig auf umfunktionierten Kriegsschiffen. So landeten Flugzeugträger ihre Flugzeuge auf Landbasen und im Hangardeck wurden Schlafgelegenheiten und sanitäre Anlagen installiert. Ebenso wurden Hospitalschiffe und die im Pazifik liegenden Transporter eingesetzt.
Bis März 1946 wurden so rund 1,31 Millionen Personen durch Kriegsschiffe zurück in die USA befördert. Die höchste Personenzahl beförderte der Flugzeugträger Saratoga mit 29.204 Soldaten. Im gleichen Zeitraum beförderten Transportschiffe weitere rund 1,82 Millionen Menschen. Der Schienenverkehr innerhalb der USA brach teilweise zusammen, da er nicht auf den Andrang so vieler Menschen eingerichtet war.